# Livilla espunae
Livilla espunae är en insektsart som beskrevs av Burckhardt 1989. Livilla espunae ingår i släktet Livilla och familjen rundbladloppor. Inga underarter finns listade i Catalogue of Life.